# Ancien francoprovençal
L'ancien francoprovençal, ancien lyonnais, ancien romand ou ancien arpitan sont les termes modernes utilisés pour qualifier la langue francoprovençale ou arpitane telle qu'elle apparaît à travers ses variations locales (principalement lyonnaises et dauphinoises) aux alentours des XIIIe et XIVe siècles, époque dont nous sont parvenus un certain nombre de textes rédigés dans cette langue.
Ancêtre des parlers francoprovençaux modernes, l'ancien francoprovençal propose un corpus de textes assez restreint en comparaison de ses deux langues-sœurs gallo-romaines, l'ancien provençal et l'ancien français. Ce corpus est surtout constitué de textes juridiques, d'actes légaux et d'une littérature religieuse à tendance hagiographique à travers deux grandes œuvres, les écrits de Marguerite d'Oingt et les Légendes prosaïques, aussi appelées le Légendier lyonnais.
L'absence, dans le domaine francoprovençal, d'un unité politique pour soutenir l'essor de la langue et de sa littérature à l'écrit empêcha le francoprovençal de maintenir et consolider son unité linguistique et graphique.

## Origines et descendance
L'ancien arpitan, tout comme l'ancien français et l'ancien provençal (ancêtre de l'occitan), dérive du gallo-roman, terme servant à désigner la langue issue du bas-latin parlée en Gaule après la chute de l'Empire romain et en cours de dialectalisation. Son individualisation est attestée dès le VIIe siècle.
Tout comme pour l'ancien français, l'appellation romanz et ses nombreuses variantes serviront longtemps à qualifier cette langue naissante. Ces appellations romanz, romans, rommant, etc. dérivent soit d'un adverbe latin Romanice (littéralement « en romain », c'est-à-dire en latin) soit de Romanus réduit en Roman's dans lequel la rencontre de -n- et -s- aurait produit un son dental (particulièrement visible dans la graphie Rommant du XVe siècle). Cette dernière hypothèse permet également d'expliquer pourquoi cette appellation romanz de la future langue que nous appelons aujourd'hui arpitane a fini par léguer le qualificatif alternatif romand avec un -d- final encore audible au féminin. Ce dernier qualificatif est aujourd'hui plutôt employé en Suisse pour parler de la langue arpitane, il est pourtant le plus ancien nom de cette langue.
L'ancien arpitan est l'ancêtre des parlers arpitans actuels. Par rapport à ces derniers, l'ancien arpitan présente un visage plus uni, la grammaire de la langue connaît en effet moins de variations au Moyen Âge qu'aujourd'hui (la traduction en arpitan moderne du Testament de Johan de Borbono par Mlle Gonon a montré en outre que l'ancien arpitan présentait également moins de gallicismes, le texte médiéval apparaissait phonologiquement plus pur que les traductions, lesquelles sont mâtinées d'emprunts au français). Pour autant, ce serait une erreur de croire que l'ancien arpitan ne connaissait pas de variations dialectales. D'après les textes dont nous disposons, deux ensembles dialectaux au moins se dessinaient au sein de l'ancien arpitan: le lyonnais et le dauphinois, allant de Vienne à Grenoble. Quant aux dialectes de la Savoie et de la Suisse romande, ils ne fournissent pas de textes avant le XVIe siècle.

## Morphologie
Sur le plan morphologique, l'ancien arpitan est encore une langue flexionnelle, tout comme autour de lui l'ancien français et l'ancien occitan. Tout comme l'ancien français, dont il apparaît très proche, l'ancien arpitan présente une grande réduction des flexions par rapport au latin, en résultant un système du nom connaissant généralement deux nombres (singulier / pluriel), ainsi qu'une déclinaison à deux cas. Cependant, et à la différence de l'ancien français, l'ancien arpitan connaissait encore les trois genres du latin (masculin / féminin / neutre), bien que le genre neutre ne subsistât qu'à l'état résiduel.
Comme le soulignent Hélène Carles et Martin-Dietrich Glessgen, une caractéristique du arpitan est d'avoir conservé ce système de déclinaisons à deux cas jusqu'au XVIe siècle, tandis que l'ancien français et l'occitan l'ont abandonné bien plus tôt (vers le milieu du XIIIe siècle pour l'ancien français). Ce système flexionnel a laissé des traces dans de nombreux parlers arpitans actuels, l'adjectif tot (tout) du latin totum fait par exemple tuis au pluriel masculin dans de nombreux parlers arpitans , ce qui est un reste de l'ancien nominatif tuit descendu directement de toti en latin.
En comparaison avec l'ancien français et l'ancien occitan, l'ancien arpitan présente également quelques conservations remarquables, comme la subsistance résiduelle de la nasale -am de l'accusatif des noms latins de la Ire déclinaison, rencontrée par-ci par-là dans les textes en ancien arpitan jusqu'au XVIIe siècle, généralement sous la forme -an (ou -in pour les noms ayant subi une palatisation). Une autre conservation unique est celle de -i au nominatif masculin pluriel dans la déclinaison de mots comportant une double consonne en fin de radical (par exemple li nostri, li maistri ou li autri, dérivant directement du latin illi nostri, illi magistri et illi altri, contre li nostre, li maistre et li autre en ancien français ou los nostres, los mestres et los autres en ancien occitan — « les nôtres », « les maîtres » et « les autres »).

### L'article défini
L'article défini de l'ancien arpitan dérive du démonstratif latin ille. Ce démonstratif ille a également donné à l'ancien arpitan (et donc à l'arpitan moderne) les pronoms de troisième personne (el, illi etc. dérivant de ille, illa). Les formes différentes que ce même mot latin donnera en ancien français (ille donne à la fois le / li comme article défini et el comme pronom personnel de la 3e personne, de même son féminin illa donne à la fois li comme article et illi comme pronom) viennent de ce que ce mot était accentué différemment en bas-latin suivant son utilisation dans la phrase. Le neutre illud ne survit qu'au singulier sous la forme lo (pour le cas sujet comme pour le cas régime) car les quelques noms neutres survivants en arpitan étaient généralement des collectifs (ex. lo quart, lo cent etc.), les autres s'adaptaient généralement à la déclinaison du type II des noms masculin (lo matin était neutre au singulier dans les textes mais s'adaptait au masculin du type II s'il était employé au pluriel : le matin au CS (cas sujet) et los matins au CR (cas régime)).
|            | Masculin                                                           | Masculin         | Féminin                   | Féminin               | Neutre          | Neutre  |
| Cas        | Singulier                                                          | Pluriel          | Singulier                 | Pluriel               | Singulier       | Pluriel |
| ---------- | ------------------------------------------------------------------ | ---------------- | ------------------------- | --------------------- | --------------- | ------- |
| Cas sujet  | lat. ille > le (Dauphiné) bas-lat. *illi pour ille > li (Lyonnais) | lat. illi > li   | lat. illa > *(il)lje > li | bas-lat. *illas > les | lat. illud > lo | –       |
| Cas régime | lat. illu(m) > lo                                                  | lat. illos > los | lat. illam > la           | bas-lat. *illas > les | lat. illud > lo | –       |

L'article défini connaît une variation dialectale au masculin singulier du cas sujet (nominatif). Tandis que ille en latin a évolué en le dans le Dauphiné (comme on peut le voir dans les textes comme les Comptes consulaires de Grenoble datant de 1340 et dans les Usages du Mistral des Comtes de Vienne datant de 1276), dans le Lyonnais, sa forme est plutôt li comme en ancien français.
Exemple dans un texte dauphinois :
Le pechare qui prent lamprey a filá deis la rochi del fonz enduchi a la rochi de sus Sant-Roman, si non en prent mays I., si en deit II., l'un a l'arcevesque et l'autro al contos.
— Usages du Mistral des Comtes de Vienne (1276)
Et dans les Légendes lyonnaises :
Quant li pare oït cesta parolla, si desfendet que ço no fust fait.
— Légende de saint Sébastien dans les Légendes prosaïques (XIV s.)
L'article défini féminin singulier au nominatif présente une forme li très typique de l'arpitan (l'ancien français avait la au CS) et descendue directement d'un stade *(il)lje de illa. Sa forme au cas régime est la de illa(m). En outre li au CS ne s'elide pas devant une voyelle tandis que la au CR si : li aigua au CS contre l'aigua (la + aigua) au CR.

#### Survivance du système bicasuel
Les textes francoprovençaux savoyards et dauphinois présentent encore la marque de l'opposition bicasuelle entre cas sujet et cas régime au XVIe siècle. Ce maintien de la déclinaison, héritée du latin, est beaucoup plus tardif qu'en ancien français. Par ailleurs ce système bicasuel n'est pas tout à fait éteint ou neutralisé encore de nos jours.
Comme les travaux d'Andres Kristol l'ont démontré, le système bicasuel est encore en place dans certains parlers du Valais dans l'article défini qui distingue, au singulier comme au pluriel, la fonction sujet ou attribut du sujet de toutes les autres fonctions grammaticales.

### Morphologie nominale
|                                                                        |              | Type I (féminin) | Type I (féminin)            | Type II (masculin)   | Type II (masculin)  | Type III (mixte)   | Type III (mixte)                 | Type III (mixte)                 | Type III (mixte) | Type III (mixte) | Type V (neutre) |
| normal                                                                 | hybride (Ia) | normal           | hybride (IIa)               | IIIa (masc. en -aor) | IIIb (masc. en -on) | IIIc (fém. en -an) | IIId (irréguliers masc. et fém.) | IIId (irréguliers masc. et fém.) | normal           |                  |                 |
| ---------------------------------------------------------------------- | ------------ | ---------------- | --------------------------- | -------------------- | ------------------- | ------------------ | -------------------------------- | -------------------------------- | ---------------- | ---------------- | --------------- |
| sg.                                                                    | sujet        | li fenna         | li citás                    | le murs              | le pare             | le chantare        | le larre                         | li nona                          | le hom           | li suer          | lo cent         |
| sg.                                                                    | régime       | la fenna(n)      | la citá                     | lo mur               | lo pare             | lo chantaor        | lo larron                        | la nonan                         | l'homen          | la seror         | lo cent         |
| pl.                                                                    | sujet        | les fennes       | les citáes / citais / cités | li mur               | li pares            | li chantaor        | li larron                        | les nones                        | li homens        | les serors       | –               |
| pl.                                                                    | régime       | les fennes       | les citáes / citais / cités | los murs             | los pares           | los chantaors      | los larrons                      | les nonans                       | los homens       | les serors       | –               |
| Note : Les noms de type I et II étaient de beaucoup les plus nombreux. |              |                  |                             |                      |                     |                    |                                  |                                  |                  |                  |                 |

Il est à noter que le cas oblique des noms de la première et de la seconde déclinaisons conserve dans de très rares cas la finale nasale de l'accusatif latin. Ainsi trouve-t-on a man mórtan (« de la main morte ») dans le Légendier lyonnais, où l'-n final est un reste de l'-m final de l'accusatif latin mortam. De même, les pronoms possessifs de la première et de la deuxième personnes du pluriel conservent également au cas oblique singulier masculin la finale nasale de l'accusatif qu'elles avaient en latin. Ainsi l'ancien arpitan disait-il nostron et vostron, parfaits continuateurs de nostrum et vestrum en latin, tandis que l'ancien français et l'ancien occitan eurent tôt éliminés ces restes de l'accusatif (ces deux langues connaissaient donc des formes sans nasale finale : nostre et vostre).
Pour finir, ces conservations s'observent plus couramment pour des noms propres, lesquels gardent, comme souvent en ancien français, un cas oblique avec une nasale à côté de leur cas régime sans cette nasale. À la différence de l'ancien français où ce phénomène ne touche que les noms propres masculins (Charles au CR faisait Charlon au CO), les noms féminins conservent également une finale en -n au cas oblique en ancien arpitan (Joana au CR fait Joánan au CO, Blanchi au CR devient Blánchin au CO etc.).
Item, a Katalínan et a Berengeýrin, mes filles, a chacuna dono et laysso VI. mili souz de Vianneis.
— Testament de Guigues Alleman (Grenoble, XIII s.)

### Morphologie verbale
La morphologie verbale de l'arpitan  médiéval se présente particulièrement conservatrice au regard de celle du latin au sein de l'espace gallo-roman. De manière générale l'ancien franco-provençal partage des évolutions phonétiques et morphologiques communes avec l'ancien français, quoique de façon plus conservatrice que celui-ci, tandis que l'ancien provençal (ancêtre des parlers occitans modernes) tendit à innover (c'est notamment le cas pour les radicaux du parfait).
Un phénomène distinctif de l'ancien arpitan est la conservation de la terminaison -o de la première personne du singulier (jo deivo pour je dois, de debeo, j'amo pour j'aime, de amo, jo veio pour je vois, de video etc.) qui a même eu tendance à s'étendre à d'autres temps (imparfait).
Les verbes du premier groupe issus des verbes en -o, -as, -are latins présentent en ancien arpitan , comme en ancien français, la particularité de s'être scindés en deux modèles de conjugaisons différents selon l'évolution phonologique : les verbes en -ar (qui correspondent aux verbes en -er de l'ancien français) et les verbes en -ier (qui correspondent aux verbes en -ier de l'ancien français), issus de la palatisation de -a- latin après une consonne palato-vélaire ou un yod.

#### Conjugaison au présent de l'indicatif

##### Indicatif présent des verbes en -aret en -ier
| Personne     | Latin    | Ancien francoprovençal  |
| ------------ | -------- | ----------------------- |
| 1re personne | canto    | (jo) chanto             |
| 2e personne  | cantas   | tu chantes              |
| 3e personne  | cantat   | (el) chantet, chante    |
| 2e personne  | cantamus | (nos) chantem           |
| 2e personne  | cantatis | (vos) chantás           |
| 3e personne  | cantant  | (il) chantant, chantont |

Pour les verbes en -ier, la conjugaison est sensiblement la même à l'exception de la deuxième personne du pluriel. Il y a toutefois des variantes orthographiques très diverses à certaines personnes (jugeo, jugio etc.) :
| Personne     | Latin     | Ancien francoprovençal |
| ------------ | --------- | ---------------------- |
| 1re personne | judico    | (jo) jugeo, jugio      |
| 2e personne  | judicas   | tu juges               |
| 3e personne  | judicat   | (el) juget, juge       |
| 2e personne  | judicamus | (nos) jugem            |
| 2e personne  | judicatis | (vos) jugiés           |
| 3e personne  | judicant  | (il) jugeont, jugiont  |

##### Indicatif présent des verbes en -ir
Contrairement à l'ancien français et à l'ancien provençal - de même que l'italien - l'arpitan ne s'est pas servi du suffixe inchoatif -isco du latin pour former la conjugaison de ses verbes en -ir, il s'est plutôt servi d'une forme alternative de ce suffixe -esco. Les résultats sont donc les suivants :
| Personne     | Latin       | Ancien francoprovençal     |
| ------------ | ----------- | -------------------------- |
| 1re personne | *finésco    | (jo) feneisso, feneiso     |
| 2e personne  | *finéscis   | tu feneis                  |
| 3e personne  | *finéscit   | (el) feneist, feneit       |
| 2e personne  | *finescímus | (nos) feneissem, feneisem  |
| 2e personne  | *finescítis | (vos) feneissís, feneistes |
| 2e personne  | *finéscunt  | (il) feneissont, feneisont |

##### Indicatif présent des verbes en-eiret en -re
Cette classe, qui correspond à notre troisième groupe du français moderne, regroupe en ancien arpitan comme en ancien français des verbes issus majoritairement de la deuxième conjugaison (-ére, qui donnèrent les verbes en -eir) et des verbes issus de la troisième conjugaison (-ĕre, qui donnèrent la majorité des verbes en -re).
| Personne     | Latin            | Ancien arpitan |
| ------------ | ---------------- | -------------- |
| 1re personne | video            | (jo) veio      |
| 2e personne  | vidés            | tu veis        |
| 3e personne  | vidét            | (el) veit      |
| 2e personne  | vidémus          | (nos) veem     |
| 2e personne  | vidétis          | (vos) veés     |
| 3e personne  | vidént, *vidéunt | (il) veiont    |

Le modèle reste le même pour les verbes en -re à l'exception de la deuxième personne du pluriel qui prend régulièrement des formes en -tis (devant un ancien -c-) ou en -d- (devant toute autre consonne affaiblie).
| Personne     | Latin      | Ancien francoprovençal |
| ------------ | ---------- | ---------------------- |
| 1re personne | concípio   | (jo) concivo           |
| 2e personne  | concípis   | tu concis              |
| 3e personne  | concípit   | (el) concit            |
| 2e personne  | concípimus | (nos) concevem         |
| 2e personne  | concípitis | (vos) concides         |
| 3e personne  | concípiunt | (il) concivont         |

##### Indicatif présent des verbesestreethaveir
Hautement irrégulier en latin, le verbe esse a été tôt refait en *essĕre en latin vulgaire. Le verbe estre de l'arpitan se montre particulièrement conservateur des formes latines classiques :
| Personne     | Latin | Ancien francoprovençal |
| ------------ | ----- | ---------------------- |
| 1re personne | sum   | (jo) sui, soi          |
| 2e personne  | es    | tu es                  |
| 3e personne  | est   | (el) est               |
| 2e personne  | sumus | (nos) sumos            |
| 2e personne  | estis | (vos) estes            |
| 3e personne  | sunt  | (il) sont, sunt        |

Quant au verbe haveir, aveir, il descend du latin habére qui était devenu un auxiliaire en latin vulgaire. Il présente des formes irrégulières au regard des autres verbes en -eir vus plus haut, preuve de son statut particulier :
| Personne     | Latin   | Ancien francoprovençal |
| ------------ | ------- | ---------------------- |
| 1re personne | habéo   | (jo / j') hai          |
| 2e personne  | habés   | tu has                 |
| 3e personne  | habét   | (el) ha, hat           |
| 2e personne  | habémus | (nos) havem            |
| 2e personne  | habétis | (vos) havés            |
| 3e personne  | habént  | (il) hant              |

#### Conjugaison à l'imparfait de l'indicatif
Comme dans toutes les autres langues romanes, l'imparfait de l'indicatif de l'ancien francoprovençal présente un double modèle issu de la désagrégation du système de l'imparfait latin. L'imparfait latin était formé à l'aide d'un morphème -ba- introduit par la voyelle du thème vocalique auquel le verbe se rattachait. Tôt en bas-latin, il semble que ce morphème -ba- ait perdu sa consonne bilabiale pour les verbes de la deuxième conjugaison (type deléo, delére), de la troisième conjugaison et de la troisième conjugaison mixte (types díco, dicěre et cápio, capěre) et de la quatrième conjugaison (type audío, audíre). Seule la première conjugaison a conservé la consonne biliabiale, il en a résulté une opposition entre les verbes de la première conjugaison, qui continuaient l'imparfait formé sur la consonne bilabiale, et les verbes des autres conjugaisons, qui développaient un imparfait ayant perdu cette consonne bilabiale :
| Personne | 1re conjugaison amáre « aimer » | 2e conjugaison vidére « voir » | 3e conjugaison dícere « dire » | 3e conjugaison avec -iō au présent fácere « faire » | 4e conjugaison audíre « entendre » |
| -------- | ------------------------------- | ------------------------------ | ------------------------------ | --------------------------------------------------- | ---------------------------------- |
| 1re sg.  | amábam                          | vidébam > *vidéam              | dicébam > *dicéam              | faciébam > *faciéam                                 | audiébam > audiéam                 |
| 2e sg.   | amábas                          | vidébas > *vidéas              | dicébas > *dicéas              | faciébas > *faciéas                                 | audiébas > audiéas                 |
| 3e sg.   | amábat                          | vidébat > *vidéat              | dicébat > *dicéat              | faciébat > *faciéat                                 | audiébat > audiéat                 |
| 1re pl.  | amábámus                        | vidébámus > *vidéámus          | dicébámus > *dicéámus          | faciébámus > *faciéámus                             | audiébámus > *audiéámus            |
| 2e pl.   | amábátis                        | vidébátis > *vidéátis          | dicébátis > *dicéátis          | faciébátis > *faciéátis                             | audiébátis > *audiéátis            |
| 3e pl.   | amábant                         | vidébant > *vidéant            | dicébant > *dicéant            | faciébant > *faciéant                               | audiébant > audiéant               |

Cette évolution explique l'opposition entre deux modèles de conjugaison que l'on retrouve en espagnol (yo amaba contre yo dicía), en portugais (eu amava contre eu dizia), en italien médiéval et régional (io amava ou amavo contre io dicea), en provençal ancien et moderne (ieu amava ou amavi contre ieu disia ou disiài), en ancien français de l'est (j'ameve contre jo disoie) et de l'ouest (j'amoue contre ju diseie) etc. En ancien francoprovençal, comme dans de nombreux parlers modernes, cette opposition de deux modèles d'imparfait se retrouve.

##### Imparfait de l'indicatif des verbes en -aret en -ier
Le premier modèle s'applique aux verbes issus de la première conjugaison latine, qui sont ceux de notre premier groupe français. En francoprovençal, ces verbes sont ceux dont l'infinitif se finit en -ar ou en -ier.
Comme nous l'avons vu plus haut, la première conjugaison latine en -are a donné naissance à deux groupes de conjugaison en ancien francoprovençal suivant l'évolution phonétique du -a- après les consonnes palato-vélaires ou un yod. Ces deux groupes ne divergent que par le traitement qu'ils font de cet -a- thématique, tantôt resté -a-, tantôt palatisé en -ie- après une consonne palato-vélaire ou un yod (voir les tableaux ci-dessous). Les deux groupes conservent néanmoins la consonne bilabiale du morphème latin -ba- mais celle-ci est passé d'occlusive à fricative (b est devenu v).
Du côté des désinences, on peut remarquer que la première personne a adopté l'-o de désinence du présent de l'indicatif, abandonnant pour ce groupe la désinence latine -am :
| Personne     | Latin      | Ancien francoprovençal      |
| ------------ | ---------- | --------------------------- |
| 1re personne | cantabam   | (jo) chantavo               |
| 2e personne  | cantabas   | tu chantaves                |
| 3e personne  | cantabat   | (el) chantavet, chantave    |
| 2e personne  | cantabamus | (nos) chantavem             |
| 2e personne  | cantabatis | (vos) chantavás             |
| 3e personne  | cantabant  | (il) chantavant, chantavont |

Pour les verbes en -ier, la conjugaison est sensiblement la même :
| Personne     | Latin        | Ancien francoprovençal      |
| ------------ | ------------ | --------------------------- |
| 1re personne | manducabam   | (jo) mangievo               |
| 2e personne  | manducabas   | tu mangieves                |
| 3e personne  | manducabat   | (el) mangievet, mangieve    |
| 2e personne  | manducabamus | (nos) mangevem              |
| 2e personne  | manducabatis | (vos) mangevás              |
| 3e personne  | manducabant  | (il) mangievant, mangievont |

##### Imparfait de l'indicatif des verbes enir,-eiret-re
Face aux verbes du premier groupe (-ar et -ier) qui continuent le thème latin en -ba-, les verbes des autres groupes ont uniformisé leurs terminaisons de l'imparfait sur le développement bas-latin en -éa issu de la perte de la consonne bilabiale :
| Personne     | Terminaison bas-latine | Terminaison en anc. frp.         |
| ------------ | ---------------------- | -------------------------------- |
| 1re personne | -ébam > *-éam          | *-iam > *-ian > *-ien > -in, -im |
| 2e personne  | -ébas > *-éas          | *-ias > -ies                     |
| 3e personne  | -ébat > *-éat          | *-iat > -iet, -ie, -it           |
| 2e personne  | -ebámus > *-eámus      | *-iámu > -iam                    |
| 2e personne  | -ebátis > *-eátis      | *-iáts > -iás                    |
| 3e personne  | -ébant > *-éant        | -íant, -íont                     |

Les verbes en -ir formés grâce au morphème inchoatif -ésco et qui correspondent à notre deuxième groupe français adjoignent le plus souvent ce morphème inchoatif devenu -eiss- ou -eis- à la terminaison de l'imparfait :
| Personne     | Bas-latin    | Ancien francoprovençal                                                 |
| ------------ | ------------ | ---------------------------------------------------------------------- |
| 1re personne | *finescéam   | (jo) feneissin, feneisin (-im)                                         |
| 2e personne  | *finescéas   | tu feneissies                                                          |
| 3e personne  | *finescéat   | (el) feneissiet, feneissie, feneissit, *feneisiet, feneisie, *feneisit |
| 2e personne  | *finesceámus | (nos) *feneissiam, *feneisiam                                          |
| 2e personne  | *finesceátis | (vos) feneissiás, feneisiás                                            |
| 3e personne  | *finescéant  | il feneissíant, feneissíont, feneisíant, feneisíont                    |

Les verbes en -eir et en -re, quant à eux, contiennent ces mêmes terminaisons de l'imparfait sans le morphème inchoatif -eiss-/-eis- qui ne concerne que certains verbes en -ir.
| Personne     | Bas-latin | Ancien francoprovençal    |
| ------------ | --------- | ------------------------- |
| 1re personne | *debéam   | (jo) devin, devim         |
| 2e personne  | *debéas   | tu devies                 |
| 3e personne  | *debéat   | (el) deviet, devie, devit |
| 2e personne  | *debeámus | (nos) deviam              |
| 2e personne  | *debeátis | (vos) deviás              |
| 3e personne  | *debéant  | (il) devíant, devíont     |

Le modèle reste le même pour les verbes en -re :
| Personne     | Bas-latin    | Ancien francoprovençal       |
| ------------ | ------------ | ---------------------------- |
| 1re personne | *fac(i)éam   | (jo) faisin, faisim          |
| 2e personne  | *fac(i)éas   | tu faisies                   |
| 3e personne  | *fac(i)éat   | (el) faisiet, faisie, faisit |
| 2e personne  | *fac(i)eámus | (nos) faisiam                |
| 2e personne  | *fac(i)eátis | (vos) faisiás                |
| 3e personne  | *fac(i)éant  | (il) faisíant, faisíont      |

##### Imparfait de l'indicatif du verbeestre
Le verbe haveir se comporte comme les autres verbes en -eir vus précédemment :
| Personne     | Latin     | Ancien francoprovençal    |
| ------------ | --------- | ------------------------- |
| 1re personne | *habéam   | (jo / j') havin, havim    |
| 2e personne  | *habéas   | tu havies                 |
| 3e personne  | *habéat   | (el) haviet, havie, havit |
| 2e personne  | *habeámus | (nos) haviam              |
| 2e personne  | *habeátis | (vos) haviás              |
| 3e personne  | habéant   | (il) havíant, havíont     |

Il n'en va pas de même pour le verbe estre cependant qui présente un imparfait tout à fait irrégulier, hérité de l'imparfait du verbe esse en latin qui était lui-même irrégulier :
| Personne     | Latin  | Ancien francoprovençal |
| ------------ | ------ | ---------------------- |
| 1re personne | éram   | (jo / j') ero          |
| 2e personne  | éras   | tu eres                |
| 3e personne  | érat   | (el) eret, ere         |
| 2e personne  | erámus | (nos) eram             |
| 2e personne  | erátis | (vos) erás             |
| 3e personne  | érant  | (il) erant             |

#### Sur les dialectes de l'ancien francoprovençal
- Lyonnais
- Forézien
- Beaujolais
- Bressan
- Dauphinois
- Savoyard
- Vaudois

#### Sur les textes en ancien francoprovençal conservés
- Marguerite d'Oingt
- Légendier lyonnais